# Stanisław Brych
Stanisław Brych (ur. 30 lipca 1887 w Dusznikach, zm. 7 czerwca 1933 w Iwoniczu) – major piechoty Wojska Polskiego.

## Życiorys
Urodził się 30 lipca 1887 w Dusznikach (powiat Szamotuły) jako syn Franciszka i Jadwigi z domu Turkota.
Służył w Armii Cesarstwa Niemieckiego od 4 października 1904 do końca I wojny światowej.
Po odzyskaniu przez Polskę niepodległości został przyjęty do Wojska Polskiego 12 listopada 1918 jako oficer. Brał udział w powstaniu wielkopolskim. Od lutego 1919 dowódca oddziału rekrutów w Rakoniewicach w ramach Grupy Zachodniej, od marca 1919 służył w Komendzie Etapy w Grodzisku Wielkopolskim. Od 7 kwietnia do 4 października 1919 pełnił funkcję dowódcy I batalionu w 7 pułku strzelców wielkopolskich. Awansowany do stopnia podporucznika 15 listopada 1919. Został awansowany do stopnia kapitana ze starszeństwem z dniem 1 czerwca 1919. Od 1923 był przydzielony do 55 pułku piechoty jako oficer nadetatowy. W 1924 służył w batalionie szkolnym nr 7. Został awansowany do stopnia majora piechoty ze starszeństwem z dniem 1 stycznia 1928. Przydzielony do 2 pułku Strzelców Podhalańskich w Sanoku pełnił w nim w 1928 funkcję dowódcy II batalionu zapasowego. Z dniem 1 czerwca 1931 został wyznaczony na stanowisko komendanta Powiatowej Komendy Uzupełnień Sanok, które sprawował do końca życia.
Zmarł 7 czerwca 1933 w Iwoniczu wskutek ogólnego zakażenia. Został pochowany na Cmentarzu Garnizonowym w Poznaniu 10 czerwca 1933 (kwatera V, miejsce 251).
Jego żoną od 2 października 1922 była, pochodząca ze wsi Adolfowo, Stefania z domu Opaska (wzgl. Franciszka). Ich dziećmi byli: Urszula (ur. i zm. 1922) i Henryk (1922–1998).

## Ordery i odznaczenia
- Krzyż Niepodległości – 20 lipca 1932 roku „za pracę w dziele odzyskania niepodległości”[14]